# Cheval indien
Pour plus de détails, voir Fiche technique et Distribution.
Cheval indien (Indian Horse) est un film canadien présenté au Festival international du film de Toronto 2017 et sorti en salles en 2018. Le film a été réalisé par Stephen Campanelli et écrit par Dennis Foon.
Le film est une adaptation du roman Jeu blanc de Richard Wagamese. L'histoire est centrée sur Saul, un jeune Canadien des Premières Nations qui survit au pensionnat indien et devient une étoile de hockey sur glace. Saul est représenté à différents âges par les acteurs Sladen Peltier (à 6 ans), Forrest Goodluck (à 15 ans) et Ajuawak Kapashesit (à 22 ans). 
Le film a été principalement tourné à Sudbury et à Peterborough, en Ontario.

## Synopsis
Saul Cheval indien est élevé par sa grand-mère sur les terres ancestrales. Quand sa grand-mère meurt, Saul est découvert par les autorités et placé de force dans un pensionnat destiné aux autochtones et à qui on interdit l'utilisation de leur langue ojibwe.
Au pensionnat, Saul est témoin des abus sur les enfants. Un jour, le père Gaston inaugure une activité de plein air, le hockey sur glace. Saul est trop jeune pour jouer, mais convainc le père Gaston de lui donner le travail d'entretien de la patinoire, ce qui lui permet de passer du temps sur la glace et d'apprendre à jouer. En regardant des matches de hockey à la télévision, il comprend la technique du jeu. Lorsque l'un des joueurs de l'équipe est blessé, Saul le remplace et surprend tout le monde par son habileté.
Saul est finalement confié à une famille d'accueil dans une ville minière où il peut continuer de jouer au hockey. Il se joint bientôt à l'équipe Moose (orignal) formée entièrement d'autochtones. Saul devient rapidement l'étoile de l'équipe, mais les succès de l'équipe se butent au racisme. Un soir, après une victoire, tous les équipiers, sauf Saul en raison de son talent, subissent une raclée dans un pub.
Saul attire l'attention des Monarchs de Toronto. Hésitant, il finit par accepter leur offre et se joint à l'équipe où il conserve son numéro 13, que personne ne porte par superstition. Saul devient la cible d'injures racistes de ses adversaires, du public et même de ses coéquipiers. Excédé, poussé à la violence, il finit par quitter l'équipe et par abandonner le sport. Il végète alors durant une dizaine d'années. Un soir, il aperçoit Lonnie, un ancien élève du pensionnat, vautré dans une ruelle, souffrant d'alcoolisme. Confronté à ses propres problèmes de santé, Saul entre dans un centre de réadaptation. Il revient sur son passé au pensionnat où le père Gaston avait commis des abus sur lui. Il visite également ses terres ancestrales, puis retourne dans sa famille d'accueil, où il est chaleureusement accueilli par les membres de la famille et d'anciens coéquipiers du Moose.

## Fiche technique
- Titre : Cheval indien
- Titre original : Indian Horse
- Réalisation : Stephen Campanelli
- Scénario : Dennis Foon d'après le roman Jeu blanc Richard Wagamese
- Musique : Jesse Zubot
- Photographie : Yves Bélanger
- Montage : Jamie Alain, Geoff Ashenhurst et Justin Li
- Production : Paula Devonshire, Trish Dolman, Christine Haebler, Clint Eastwood (producteur délégué)
- Société de production : Devonshire Productions et Screen Siren Pictures
- Pays :  Canada
- Langue : anglais, ojibwé
- Genre : Drame
- Durée : 101 minutes
- Dates de sortie : 
  -  Canada : 15 septembre 2017 (Festival international du film de Toronto), 13 avril 2018

## Distribution
| Acteur                    | Rôle                     |
| Sladen Peltier            | Saul (6 ans.)            |
| Forrest Goodluck          | Saul (15 ans)            |
| Ajuawak Kapashesit        | Saul (22 ans)            |
| Michiel Huisman           | Père Gaston              |
| Martin Donovan            | Jack Lanahan             |
| Michael Murphy            | Père Quinney             |
| Edna Manitowabi           | Naomi                    |
| Melanie McLaren           | Ruth                     |
| Johnny Issaluk            | Sam                      |
| Skye Pelletier            | Benjamin (11 ans)        |
| Evan Adams                | Evan                     |
| Lisa Cromarty             | Karen                    |
| Michael Lawrenchuk        | Fred Kelly               |
| Will Strong heart         | Virgil                   |
| Tristen Marty-Pahtaykan   | Buddy Blackwolf          |
| Vance Banzo               | Ernie Jack               |
| Braeden Crouse            | Lonnie (9 ans)           |
| Nathan Alexis             | Lonnie (25 ans)          |
| Eva Greyeyes              | Rebecca Wolf             |
| Lisa Oopik Minich         | Katherine Wolf           |
| Dylan Cook                | Stu Little Chief         |
| Michael Vincent Dagostino | Docteur                  |
| Wayne Charles Baker       | Shaboogesick & narrateur |

## Réception

### Réception critique
Sur le site Rotten Tomatoes, le film obtient un taux de satisfaction de 88% et une note moyenne de 6,4/10.

### Prix et récompenses
Le film a remporté le premier prix au Festival international du film de Vancouver. Sladen Peltier a été nommé comme meilleur acteur de soutien aux 6th Canadian Screen Awards.